# FAI Cup 2014
La FAI Cup 2014, denominata FAI Ford Senior Cup per ragioni di sponsorizzazione, è stata la 91ª edizione della competizione.

Il torneo è iniziato il 25 aprile ed è terminato il 2 novembre 2014 con la finale. Lo Sligo Rovers era la squadra detentrice del titolo.
Il trofeo è stato vinto dal St Patrick's per la terza volta nella sua storia, sconfiggendo in finale il Derry City.

## Regolamento
Alla coppa sono iscritte 40 squadre. Tutti i turni si svolgono in gara unica: in caso di parità al termine dei 90 minuti, l'incontro si rigioca a campi invertiti.
La squadra vincitrice della coppa è ammessa al secondo turno di qualificazione della UEFA Europa League 2015-2016.

## Primo turno
| Squadra 1       | Risultato | Squadra 2        |
| --------------- | --------- | ---------------- |
| 25 aprile 2014  |           |                  |
| Malahide United | 2 – 1     | Tolka Rovers     |
| Belgrove        | 1 – 0     | Drumcondra       |
| Leixlip United  | 1 – 2     | St. Patrick's CY |
| 26 aprile 2014  |           |                  |
| Avondale United | 4 – 1     | Carrigaline Utd  |
| 27 aprile 2014  |           |                  |
| St Michael's    | 2 – 1     | St. Francis      |
| Swilly Rovers   | 1 – 2     | UCC              |
| Bluebell Utd    | 2 – 3     | Phoenix          |

## Secondo turno
| Squadra 1         | Risultato | Squadra 2       |
| ----------------- | --------- | --------------- |
| 1º giugno 2014    |           |                 |
| Mayfield United   | 1 – 3     | Malahide United |
| Collinstown       | 0 – 2     | Avondale United |
| 6 giugno 2014     |           |                 |
| Belgrove          | 0 – 1     | Finn Harps      |
| Dundalk           | 3 – 0     | Sligo Rovers    |
| Athlone Town      | 0 – 2     | Longford Town   |
| St. Patrick's CY  | 0 – 3     | St Patrick's    |
| UCD               | 1 – 3     | Galway Utd      |
| Cork City         | 6 – 0     | St Mochtas      |
| Drogheda Utd      | 4 – 2     | Cockhill Celtic |
| Wexford Youths    | 1 – 0     | Bray Wanderers  |
| Shelbourne        | 1 – 0     | Waterford       |
| 7 giugno 2014     |           |                 |
| Sheriff YC        | 0 – 4     | Shamrock Rovers |
| Limerick          | 1 – 2     | Bohemians       |
| Cobh Ramblers     | 0 – 2     | Derry City      |
| 8 giugno 2014     |           |                 |
| Ballynanty Rovers | 2 – 1     | Phoenix         |
| UCC               | 0 – 0     | St Michael's    |

### Replay
| Squadra 1      | Risultato | Squadra 2 |
| -------------- | --------- | --------- |
| 15 giugno 2014 |           |           |
| St Michael's   | 4 – 2     | UCC       |

## Ottavi di finale
| Squadra 1         | Risultato | Squadra 2       |
| ----------------- | --------- | --------------- |
| 22 agosto 2014    |           |                 |
| Cork City         | 2 – 2     | Bohemians       |
| Derry City        | 3 – 0     | Malahide United |
| Dundalk           | 2 – 1     | Galway Utd      |
| St Patrick's      | 1 – 1     | Shelbourne      |
| Shamrock Rovers   | 3 – 0     | Longford Town   |
| Wexford Youths    | 1 – 2     | Finn Harps      |
| 24 agosto 2014    |           |                 |
| Ballynanty Rovers | 0 – 4     | Drogheda Utd    |
| St Michael's      | 0 – 0     | Avondale United |

### Replay
| Squadra 1         | Risultato | Squadra 2    |
| ----------------- | --------- | ------------ |
| 25 agosto 2014    |           |              |
| Bohemians         | 1 – 0     | Cork City    |
| 30 agosto 2014    |           |              |
| Avondale United   | 4 – 0     | St Michael's |
| 1º settembre 2014 |           |              |
| Shelbourne        | 0 – 1     | St Patrick's |

## Quarti di finale
| Squadra 1         | Risultato | Squadra 2  |
| ----------------- | --------- | ---------- |
| 12 settembre 2014 |           |            |
| Shamrock Rovers   | 0 – 0     | Dundalk    |
| St Patrick's      | 3 – 2     | Bohemians  |
| Drogheda Utd      | 2 – 2     | Derry City |
| 14 settembre 2014 |           |            |
| Avondale United   | 1 – 1     | Finn Harps |

### Replay
| Squadra 1         | Risultato | Squadra 2       |
| ----------------- | --------- | --------------- |
| 15 settembre 2014 |           |                 |
| Dundalk           | 1 – 2     | Shamrock Rovers |
| 16 settembre 2014 |           |                 |
| Derry City        | 5 – 0     | Drogheda Utd    |
| 17 settembre 2014 |           |                 |
| Finn Harps        | 4 – 1     | Avondale United |

## Semifinali
| Squadra 1       | Risultato | Squadra 2  |
| --------------- | --------- | ---------- |
| 5 ottobre 2014  |           |            |
| St Patrick's    | 6 – 1     | Finn Harps |
| Shamrock Rovers | 1 – 1     | Derry City |

### Replay
| Squadra 1      | Risultato | Squadra 2       |
| -------------- | --------- | --------------- |
| 7 ottobre 2014 |           |                 |
| Derry City     | 2 – 0     | Shamrock Rovers |

## Finale
| Arbitro: | Padraigh Sutton |

|  |           |                     |
|  | Marcatori | 52’ Fagan 93’ Fagan |